# Campeonato Mineiro
Prvenstvo brazilske savezne države Minas Geraisa (port. Campeonato Mineiro) je najviša liga brazilske savezne države Minas Gerais. Održava se pod okriljem Nogometnog saveza savezne države Minas Gerais, FMF (Federação Mineira de Futebol).
Povijest Campeonato Mineiro dijeli se u dva dijela: prije i poslije izgradnje Mineirãa rujna 1966. godine, najvećeg nogometnog stadiona u Minas Geraisu, smještenog u glavnom gradu te savezne države Belo Horizonteu. Prije inauguriranja ovog stadiona América i Atlético bili su najuspješnije momčadi u Minas Geraisu. Nakon izgradnje ovog stadiona, počine "Mineirãjska era" ("Mineirão Era"), jer je još jedan klub iz glavnog grada savezne države postao prominentan, Cruzeiro. Atlético je najuspješnija momčad ovog natjecanja s 43 osvojena naslova uključujući 2015. godinu. 
Kao i brojne ostale brazilske nogometne lige saveznih država, Campeonato Mineiro je mnogo starije od same brazilske savezne lige. Razlog je djelimice taj što ranog 20. stoljeća Brazil nije imao dobru prometnu infrastrukturu koja bi omogućila uvjete za organizirati nacionalne lige cijele države, a velika površina cijele države Brazila samo je otežavala stvari. 

## Vanjske poveznice
- Službene stranice (na portugalskom)
- Campeões do Futebol
- RSSSF Julio Bovi Diogo: Minas Gerais State -- List of Champions